# Mezzano
Mezzano är en ort och kommun i provinsen Trento i regionen Trentino-Sydtyrolen i Italien. Kommunen hade 1 597 invånare (2018).